# Birrete

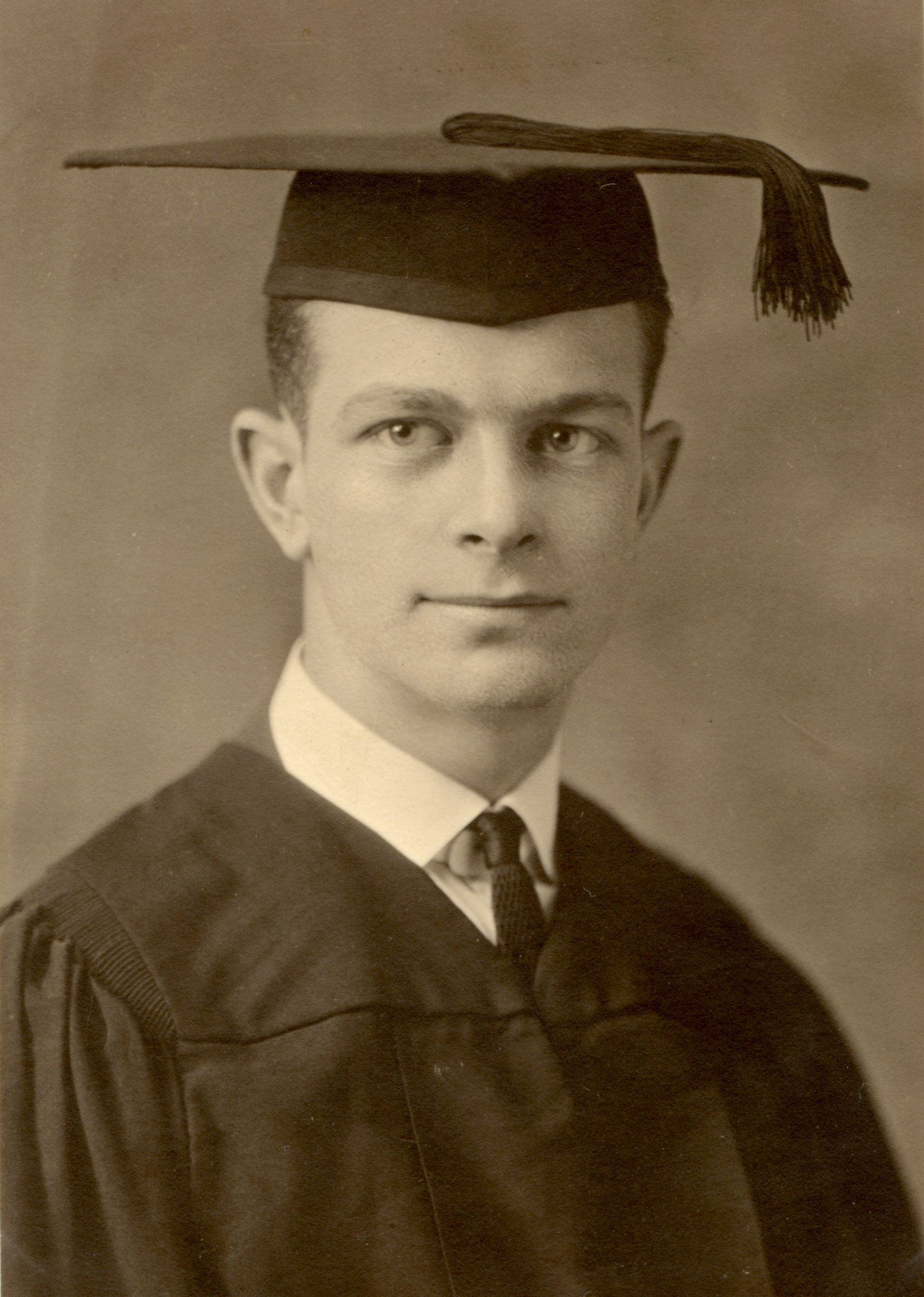
Retrato de graduación de Linus Pauling, 1922.

El birrete es un gorro rematado con una borla, usado en actos ceremoniales, por magistrados, jueces, letrados, abogados y componentes de la comunidad universitaria en ocasiones solemnes. El mismo consiste en un panel horizontal de forma cuadrada fijado a un casquete, con una borla fijada a su centro. Por lo general, es de color negro (si bien también los hay de colores marfil, azul y blanco) y con forma prismática.  
El birrete junto con la toga y a veces una capucha, se han convertido en muchas partes del mundo en el uniforme usual de un graduado universitario, o en su defecto, parcialmente graduado. Originalmente su uso estaba reservado en ambientes académicos norteamericanos[cita requerida] para los poseedores de un grado de máster, pero luego fue adoptado por los bachilleres. En la indumentaria académica hispánica tiene forma y color de acuerdo con el grado académico, área de estudio y cargo.
El birrete se cree ha evolucionado de la birreta, un gorro similar utilizado por los clérigos cristianos, aunque existen quienes creen que en realidad podría ser al revés. Ambos gorros tienen sus orígenes en el pileus quadratus de épocas romanas, un tipo de casquete con un cuadrado adosado.

## Historia

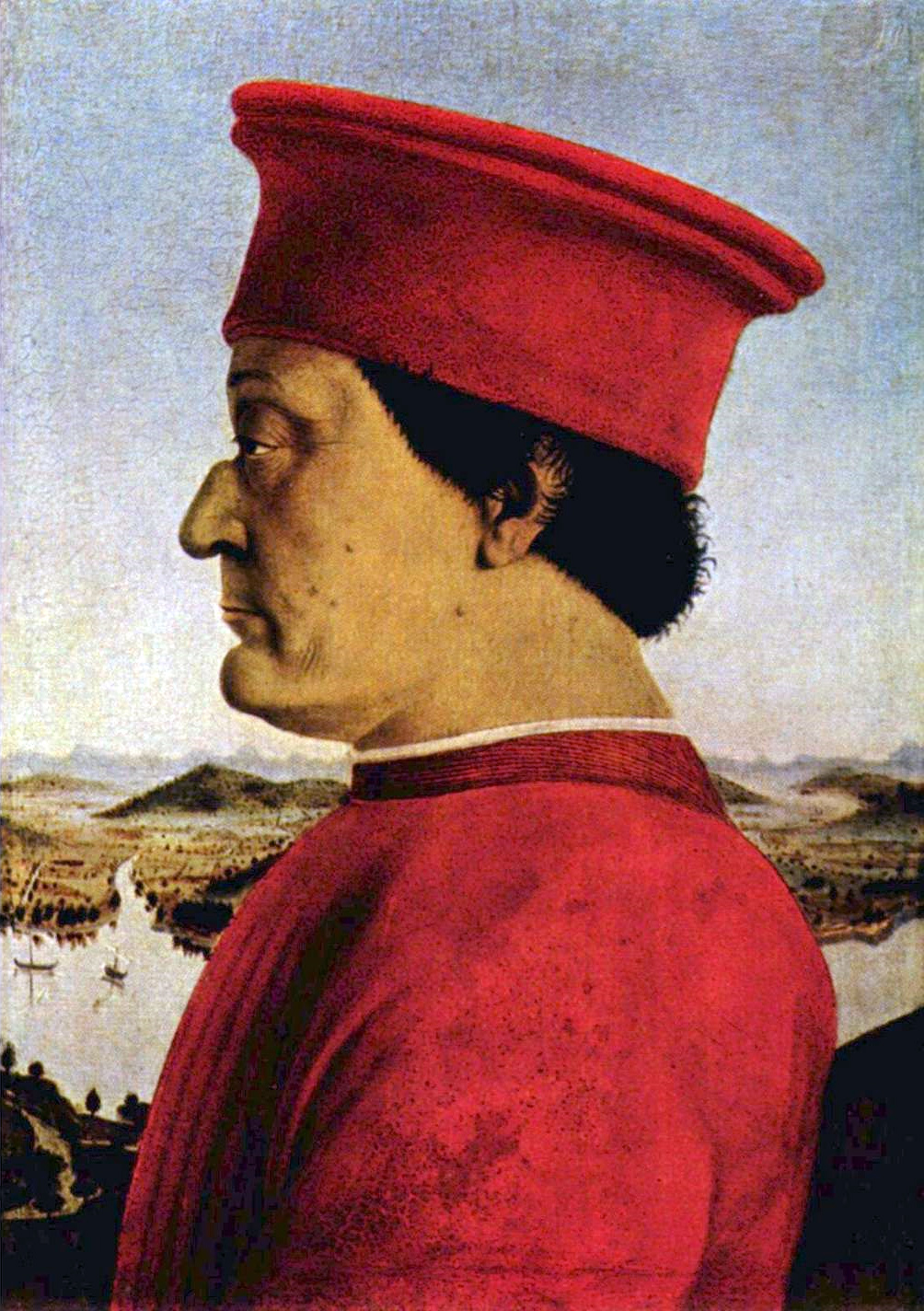
Federico da Montefeltro, pintado por Piero della Francesca.

El término birrete es la traducción de la voz italiana berretto, que a su vez está emparentada con la palabra latina birrus y el griego pyrròs, ambas con el significado de rojo (pues a los esbirros se les identificaba por el color rojo de la capa que les servía de uniforme). La gorra pequeña y cónica, roja o rara vez negra, que guarda un cierto parecido con el antiguo tutulus etrusco y el pileus romano, se usó en los siglos XIV y XV para identificar a humanistas, estudiosos, artistas, jóvenes y adolescentes. La forma y el color siempre han encarnado varios significados, y el rojo fue considerado, durante mucho tiempo, el color del poder por la dificultad de obtener tintes tan sólidos y brillantes como la púrpura escarlata. La toga se usaba en tiempos renacentistas junto con el birrete.[cita requerida]
No es casualidad, por tanto, que el gorro de capitán aparezca con tanta frecuencia en los cuadros de la época como en el famosísimo retrato de Federico de Montefeltro de Piero della Francesca, con su sombrero de color rojo. Según cuenta el Campano en la Vida de Niccolò Fortebracci (fallecido en 1435):

llevaba una gorra roja y redonda, que cuanto más se levantaba de la cabeza más se iba alargando.

Tanto Federico de Montefeltro como el Fortebracci fueron condotieros. Con el mismo sombrero se ha representado a Bartolomeo Colleoni (1400-1475), que ostentó el mando supremo de los ejércitos venecianos en 1454, al duque Ludovico III Gonzaga (en la Cámara de los Esposos, Palacio Ducal de Mantua) y a John Hawkwood en el Monumento ecuestre de Paolo Uccello. Ese tipo de sombrero que llevaban los nobles italianos en la segunda y tercera décadas del siglo XV, representaba un símbolo de poder militar y civil.[cita requerida]

### El birrete en España

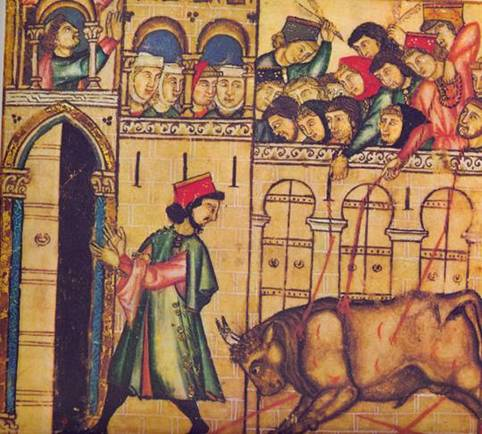
Personajes que ostentan el pilón (Cantigas de Santa María)

En España, desde la segunda mitad del siglo XII, el sombrero cotidiano del Rey y de la más encumbrada nobleza y, por tanto, también los justicias del rey, era el birrete de ceremonia, el gorro cilíndrico, pilón tantas veces reproducido en las miniaturas de las Cantigas de Santa María de Alfonso X el Sabio. Se han salvado de aquella época dos objetos reales: el birrete de Fernando de la Cerda (h. 1225-1275), incrustado de oro y piedras preciosas y forrado de seda en el que figuran escudos heráldicos donde se ven castillos y leones rampantes y el birrete que perteneció al infante don Felipe (siglo XIII), que se encuentra en el Museo Arqueológico de Madrid. La comparación entre el objeto real y su imagen figurada nos proporciona una pista para entender su uso. Se puede ver, por ejemplo, cómo el birrete del soberano tenía una decoración con los emblemas heráldicos de su competencia, mientras que los de los nobles se limitaban a una sencilla franja del escudo con los colores del rey.[cita requerida]